# Born to Defense
Born to Defense (中華英雄, Zhong hua ying xiong) est un film hongkongais d'arts martiaux réalisé en 1988 par Jet Li.

## Synopsis
Durant la Seconde Guerre mondiale, les soldats chinois Jet et Zhang sont faits prisonniers par les Japonais. De retour au pays à la fin de la guerre, ils pensent être accueillis en héros mais ils se rendent compte rapidement que ce sont les Américains qui sont considérés comme les véritables héros.
Un jour où Jet et Zhang vont boire un verre dans un bar, ils constatent que les Américains sont arrogants et violents envers les Chinois. Les marins américains, menés par Bailey, ont installé un ring dans ce bar et défient les Chinois à la boxe. Jet va alors relever le défi de Bailey : tenir trois minutes sur le ring en utilisant uniquement les poings. À partir de cet instant, les Américains ne cesseront de persécuter Jet pour l'obliger à se battre de nouveau, notamment contre le terrible capitaine Hans.

## Fiche technique
- Titre français : Born to Defense
- Titre original : 中華英雄 (Zhong hua ying xiong)
- Titre américain : Born to Defence
- Réalisation : Jet Li
- Scénario : Jia Er-Ge et Yeung-Ping Sze
- Pays d'origine : Hong Kong
- Durée : 90 minutes

## Distribution
- Jet Li (VF : Stéphane Marais) : Jet
- Erkang Zhao : Zhang
- Kurt Roland Petersson (VF : Michel Vigné) : le capitaine Hans
- Paulo Tocha (VF : Pascal Massix) : Bailey
- Dean Harrington : un marine